# Derwent Valley Municipality
Koordinaten: 42° 47′ S, 147° 4′ O

Die Derwent Valley Municipality ist ein lokales Verwaltungsgebiet (LGA) im australischen Bundesstaat Tasmanien. Das Gebiet ist 4111 km² groß und hat etwa 10.000 Einwohner (2016).
Derwent Valley liegt im Süden der Insel etwa 26 Kilometer nordwestlich des Stadtzentrums von Hobart. Das Gebiet umfasst 27 Ortsteile und Ortschaften: Black Hills, Boyer, Bushy Park, Fitzgerald, Glen Fern, Glenfern, Glenora, Hayes, Karania, Lachlan, Lawitta, Macquarie Plains, Magra, Malbina, Maydena, Molesworth, Moogara, Mount Lloyd, National Park, New Norfolk, Plenty, Rosegarland, Sorell Creek, Strathgordon, Tyenna, Uxbridge und Westerway. Der Sitz des Councils befindet sich in New Norfolk am östlichen Ende der LGA, wo etwa 5800 Einwohner leben (2016).

## Verwaltung
Der Derwent Valley Council hat neun Mitglieder. Der Mayor (Bürgermeister), sein Deputy (Stellvertreter) und sieben Councillor werden direkt von den Bewohnern der LGA gewählt. Derwent Valley ist nicht in Bezirke untergliedert.